# Geoffrey Lofthouse
Geoffrey Lofthouse, baron Lofthouse de Pontefract, (18 décembre 1925 - 1er novembre 2012), connu dans son ancienne circonscription sous le nom de Geoff Lofthouse, est un homme politique travailliste britannique, député et pair à vie.

## Biographie

### Jeunesse
Il est né à Featherstone, West Riding of Yorkshire, fils d'Ernest Lofthouse, ouvrier agricole à Micklefield, et d'Emma Fellows. Son père est décédé à l'âge de 35 ans. À l'âge de 14 ans, Geoff Lofthouse descend dans la fosse de la mine Ackton Hall à Featherstone. À 29 ans, il est président de l'antenne locale du NUM. Il étudie à l'Université de Leeds où il obtient un BA en études politiques en 1957, alors qu'il a 32 ans. En 1962, il devient conseiller du conseil d'arrondissement de Pontefract. Il est maire de Pontefract en 1967 et chef du conseil de 1969 à 1973.

### Carrière parlementaire
Il est élu député de Pontefract et Castleford d'une élection partielle de 1978 et prend sa retraite aux élections générales de 1997. À la Chambre des communes, il sert de 1992 jusqu'à sa retraite en tant que vice-président de la Chambre auprès de Betty Boothroyd. À l'occasion de l'anniversaire de la reine 1995, Lofthouse est nommé chevalier. En 1997, lors de l'anniversaire de la reine, Lofthouse est nommé pair à vie en tant que baron Lofthouse de Pontefract, de Pontefract, dans le comté de Yorkshire de l'Ouest. 
Il publie son autobiographie, A Very Miner MP, et écrit une autre autobiographie, From Coal Sack to Woolsack.

### Vie privée
Il s'est marié à l'âge de 20 ans. Lui et sa femme Sarah ont une fille.
Lord Lofthouse est décédé le 1er novembre 2012, à l'âge de 86 ans.